# Rana (Norvegia)
Rana este o comună din provincia Nordland, Norvegia.